# 桐生市立相生小学校
桐生市立相生小学校（きりゅうしりつあいおいしょうがっこう）は、群馬県桐生市相生町2丁目にある公立小学校。

## 所在地
- 群馬県桐生市相生町2丁目420番地

## 歴史
- 1885年（明治18年）
  - 2月3日 - 真伝学校・天王宿学校・如来堂学校が合併し、山田第二小学校第三分校となる。
  - 2月5日 - 山田第二小学校第三分校開校。
- 1886年（明治19年）4月 - 山田第二小学校第三分校と分離し、山田第五尋常小学校となる。
- 1887年（明治20年）4月 - 下新田連合尋常小学校と改称。
- 1889年（明治22年）11月 - 相生尋常小学校と改称。
- 1892年（明治25年）11月 - 校地を下新田74番地に定める。
- 1902年（明治35年）10月 - 新校舎（第一舎）落成。
- 1907年（明治40年）4月 - 相生尋常高等小学校と改称。
- 1908年（明治41年）4月 - 増築校舎（第二舎）落成。
- 1915年（大正4年）11月 - 隣地2反7畝10歩（約2710㎡）購入。同月、御大典記念校門建設。
- 1921年（大正10年）11月 - 増築校舎（第三舎）落成。
- 1936年（昭和11年）1月 - 校地を約3倍に拡張し、校舎移転完了。
- 1937年（昭和12年）1月 - 新築校舎（第四舎）落成。
- 1939年（昭和14年）9月 - プール竣工。
- 1941年（昭和16年）
  - 4月 - 国民学校令により、山田郡相生村国民学校と改称。
  - 10月 - 校舎増築。
- 1947年（昭和22年）
  - 1月 - 教室増築。
  - 4月 - 学制改革により、山田郡相生村立相生小学校と改称。
- 1948年（昭和23年）9月 - 後援会を改組し、PTAが発足。
- 1949年（昭和24年）11月 - 全校舎大修理を実施する。
- 1953年（昭和28年）8月 - 講堂新築落成。校歌制定。
- 1954年（昭和29年）10月1日 - 市町村合併により、桐生市立相生小学校と改称。
- 1957年（昭和32年）2月 - 桜木小学校開校により、相生1丁目を学区から分離。
- 1962年（昭和37年）2月 - 創立77周年記念として、希望像建立。
- 1965年（昭和40年）2月 - 創立80周年記念行事開催。鉄筋新校舎落成。
- 1970年（昭和45年）6月 - 新プール竣工。
- 1971年（昭和46年） - この年から1973年まで、プレハブ校舎建築。
- 1973年（昭和48年）4月 - 天沼小学校開校により、相生2丁目と5丁目のそれぞれ一部を学区から分離。
- 1975年（昭和50年）5月 - 講堂焼失。
- 1976年（昭和51年）3月 - 体育館新築落成。プレハブ校舎一部撤去。
- 1977年（昭和52年）9月 - 非常階段設置。
- 1978年（昭和53年）7月 - 校舎と園舎を分離。
- 1979年（昭和54年）7月 - 校舎増改築工事開始。
- 1980年（昭和55年）7月 - 本体工事が完了し、増改築校舎へ移転。
- 1981年（昭和56年）2月 -  増改築校舎落成式挙行。
- 1984年（昭和59年）3月 - 校章贈呈。
- 1985年（昭和60年）2月 - 創立百周年記念式典挙行し、記念事業実施。
- 1986年（昭和61年）8月 - 第二舎床全面張り替え。
- 1987年（昭和62年）
  - 5月 - プールサイド改修工事。
  - 12月 - 校庭防球ネット完成。
- 1988年（昭和63年）1月 - 同窓会により、アスレチックス完成。
- 1990年（平成2年）8月 - 体育館床を木製床に改修。
- 1991年（平成3年）3月 -　体育館屋根と第二舎非常階段塗装。
- 1997年（平成9年）
  - 1月 - 第二舎屋上防水シート補修完成。
  - 6月 - プール門改修。
- 1998年（平成10年）3月 - 第二舎水道管工事。
- 1999年（平成11年）6月 - コンピューター室完成。
- 2001年（平成13年）8月 - 多目的ルーム「ゆめひろば」完成。
- 2002年（平成14年）
  - 7月 - 放送設備一式を入れ替え。
  - 11月 - 全館ガス暖房設置。
- 2003年（平成15年）3月 - 第一舎・中通路・第三舎の防水工事完了。
- 2004年（平成16年）11月 - 創立120周年記念飼育小屋完成。
- 2005年（平成17年）
  - 3月 - 第二舎トイレ改修工事完了。
  - 9月 - 正門改修工事完了。
- 2006年（平成18年）6月 - 防犯カメラと扇風機設置。
- 2007年（平成19年）
  - 6月 - プールの見学者用日除け設置。
  - 11月 - 児童用北門の設置。
- 2008年（平成20年）
  - PTAにより、音楽室に扇風機設置。
  - PTAにより、体育館の暗幕交換。
- 2009年（平成21年）
  - 7月 - 校舎耐震・関連工事開始。
  - 11月 - 体育館耐震・関連工の事開始。
- 2010年（平成22年）3月 - 校舎及び体育館耐震・関連工事完了。同月、地デジ対応テレビを職員室と教室に設置。
- 2011年（平成23年）8月 - 各教室へのエアコン設置工事完了。
- 2012年（平成24年）8月 - 小倉クラッチ側歩道拡張工事開始。
- 2013年（平成25年）3月 - 体育館スピーカー設置。
- 2014年（平成26年）
  - 2月 - 校庭スピーカー設置。
  - 3月 - プール改修工事完了。
  - 7月 - 創立130周年記の航空写真撮影実施。
  - 7月 - 同月から11月にかけて、トイレ改修工事実施。
- 2015年（平成27年）12月 - 小倉クラッチ側歩道拡張工事完了。
- 2016年（平成28年）5月 - プールろ過装置交換工事実施。
- 2017年（平成29年）5月 - プール底面改修工事完了。
- 2019年（平成31年・令和元年）
  - 1月 - コンテナ室牛乳保冷庫入れ替え。
  - 5月 - プール・ブロック壁面改修工事完了。
- 2020年（令和2年）
  - 3月 - 創立135周年記念定規作成。
  - 10月 - 体育館照明のLED化工事実施。
- 2021年（令和3年）3月 - GIGAスクール構想による無線LANAP設置し、タブレットPCを配置する。

## 学区
- 相生町二丁目の一部[1]
- 相生町三丁目
- 相生町四丁目

## 学校周辺
- 国道122号線
- 桐生市立相生幼稚園 - 国道122号線をはさんで、敷地が隣接。また、進学前幼稚園のひとつ。
- 桐生明治館 - 桐生市道をはさんで、敷地が隣接。
- 薬王寺 - 桐生市道をはさんで、敷地が隣接。
- 上毛電気鉄道上毛線天王宿駅
- 桐生地域保健事務所
- 桐生合同庁舎
- 桐生土木事務所
  - 上記3施設は、上毛電気鉄道の線路をはさんで、敷地が隣接。
- 渡良瀬川
  - 赤岩橋

## アクセス
- 上毛電気鉄道上毛線天王宿駅から、徒歩約185m・約3分（上毛電気鉄道踏切そばの桐生市道側の門までの距離）。
- 桐生市コミュニティバス『おりひめ号』（事前予約制）相生北線「合同庁舎前」バス停下車後、徒歩約180m・約3分（国道122号側の門までの距離）。
- わたらせ渓谷鐵道わたらせ渓谷線・東武鉄道桐生線相老駅から、
  - 徒歩約665m・約10分（上毛電気鉄道踏切そばの桐生市道側の門までの距離）。
  - 上述の『おりひめ号』に乗車し、「合同庁舎前」バス停下車後、徒歩。